# Monti della Regina Alessandra
I Monti della Regina Alessandra sono un'importante catena montuosa che fa parte dei Monti Transantartici, situata nella Dipendenza di Ross, in Antartide. È lunga 160 km, si estende su di una superficie di 74.641 km². e costeggia il bordo occidentale del ghiacciaio Beardmore, dall'Altopiano Antartico fino alla Barriera di Ross.
La vetta più elevata della catena è il Monte Kirkpatrick, che con i suoi 4528 m è anche la cima più elevata dei Monti Transantartici. Un'altra cima importante della catena montuosa è il Monte Dickerson, alto 4.120 m. Non vanno confusi con i Monti Alessandra, intitolati alla stessa regnante.

## Scoperta
La catena montuosa dei Monti della Regina Alessandra fu scoperta dalla spedizione britannica Nimrod verso il Polo Sud (1907-1909) e fu intitolata alla Regina Alessandra dall'esploratore Ernest Shackleton che comandava la spedizione. Sia Shackleton, che una successiva spedizione condotta da Robert Falcon Scott, raccolsero campioni di roccia che contenevano reperti fossili. La scoperta che forme di vita multicellulare erano vissute in un continente che attualmente si trova vicino al Polo Sud, fu considerata un supporto alla teoria della deriva dei continenti.

## Cime importanti
Le principali vette della catena dei Monti della Regina Alessandra e le relative altezze, sono le seguenti:
- Monte Kirkpatrick, 4528 m
- Monte Elizabeth, 4480 m
- Monte Markham, 4351 m
- Monte Bell, 4303 m
- Monte Mackellar, 4297 m
- Fleming Summit, 4200 m
- Monte Dickerson, 4120
- Decennial Peak, 4020 m
- Monte Anne, 3872 m
- Monte Falla, 3825 m
- Monte Stanley, 3220 m
- Monte Bishop, 3020 m
- Ahmadjian Peak, 2910 m
- Monte Stonehouse, 2900 m
- Monte Fox, 2820 m
- Monte F.L. Smith, 2635 m
- Monte Ida, 1565 m